# GPT-4.1
GPT-4.1은 OpenAI의 GPT 시리즈에 속하는 대형 언어 모델이다. 2025년 4월 14일에 출시되었다. GPT-4.1은 OpenAI API 또는 OpenAI 개발자 플레이그라운드를 통해 접근할 수 있다. GPT-4.1, GPT-4.1 mini, 그리고 GPT-4.1 nano 세 가지 다른 모델이 동시에 출시되었다.

## 개요
세 가지 모델 모두 1백만 토큰의 컨텍스트 윈도우와 2024년 6월의 지식 절단(knowledge cutoff)을 가진다.
이 모델들은 수많은 벤치마크에서 테스트되었다. 학술 지식 벤치마크에는 2024년 AIME, GPQA, 그리고 MMLU가 포함되었다. 코딩 벤치마크에는 SWE-벤치(SWE-bench)와 SWE-랜서(SWE-Lancer)가 포함되었다. 지시 따르기 벤치마크에는 COLLIE와 IFEval이 포함되었다. 비전 벤치마크에는 MMMU (이미지에 대한 질문 답변), 매스비스타(MathVista, 비전 관련 수학적 작업 해결), 그리고 CharXiv (연구 논문의 차트에 대한 질문 답변)가 포함되었다. 장문 맥락 벤치마크에는 OpenAI가 개발한 두 가지 새로운 벤치마크가 포함되었다: "다중 라운드 공통 참조" (GPT-4o에 의해 합성적으로 생성된 가짜 긴 대화에서 모델이 특정 항목의 i번째 인스턴스를 찾아야 하는 것)과 "그래프워크" (모델이 너비 우선 탐색을 시뮬레이션하도록 강제하는 것)이다.
이 모델들은 도구 호출에 대한 추가 훈련을 거쳤으므로 "OpenAI 쿡북"에서는 모델에 도구 접근 권한을 부여할 때 도구 필드만 사용하도록 권장한다. 또한 이 모델들은 지시를 더 문자 그대로 따르도록 훈련되어 모델의 조작성을 향상시킨다.

## 평가
더버지는 GPT-4.1의 출시를 "회사의 출시 일정에 전환점을 찍는 것"이라고 묘사했다. 해커눈(HackerNoon)은 이 모델을 "개발자들에게 엄청난 승리"라고 칭찬하며, 제미나이 2.5 프로의 더 긴 컨텍스트 윈도우와 클로드 3.7 소네트의 강력한 추론 능력에 도전했다고 언급했다. 즈비 모쇼위츠는 GPT-4.1-mini를 "훌륭한 실제 모델"이라고 묘사했다. 그러나 그는 OpenAI가 안전 테스트를 충분히 하지 않았다며 "이러한 선례를 싫어한다"고 비판했다.
두 연구팀(하나는 옥스퍼드 대학교 연구원 오와인 에반스가 이끄는 팀, 다른 하나는 AI 레드 티밍(AI red-teaming) 스타트업 SplxAI에 기반을 둔 팀)은 GPT-4.1이 GPT-4o보다 더 잘못 정렬되었을 수 있다는 증거를 독립적으로 발견했다.